# Marek Juha
Ing. Marek Juha (15. července 1965, Praha) je český politik Občanské demokratické strany. V letech 2003 až 2010 byl starostou obce Vranov, v letech 2008 až 2012 člen zastupitelstva Jihomoravského kraje.

## Život
Po absolvování elektrotechnické fakulty VUT v Brně (obor elektronické počítače) působil nejprve jako technik sálových počítačů a posléze ve vedení soukromých společností v oblasti informačních technologií.[zdroj⁠?!] Bydlí ve Vranově.

## Veřejné působení
Od roku 1998 je členem zastupitelstva obce Vranov, od roku 2003 do roku 2010 byl starostou obce. Členem ODS je od roku 1999, k prosinci 2017 je členem místního sdružení Maloměřice a Obřany. Od roku 2008 do roku 2012 byl členem zastupitelstva Jihomoravského kraje. Na ustavujícím zasedání krajského zastupitelstva v listopadu 2008 byl zvolen předsedou výboru pro výchovu, vzdělávání a zaměstnanost. Po rozpadu krajské koalice ČSSD a ODS v červnu 2010 na tuto funkci rezignoval. Do konce volebního období 2008 - 2012 byl předsedou komise regionálního rozvoje rady JMK. V krajských volbách v říjnu 2012 již nekandidoval.
K prosinci 2015 působí mj. jako místopředseda Komory sociálních podniků.